# Kishen Pershad

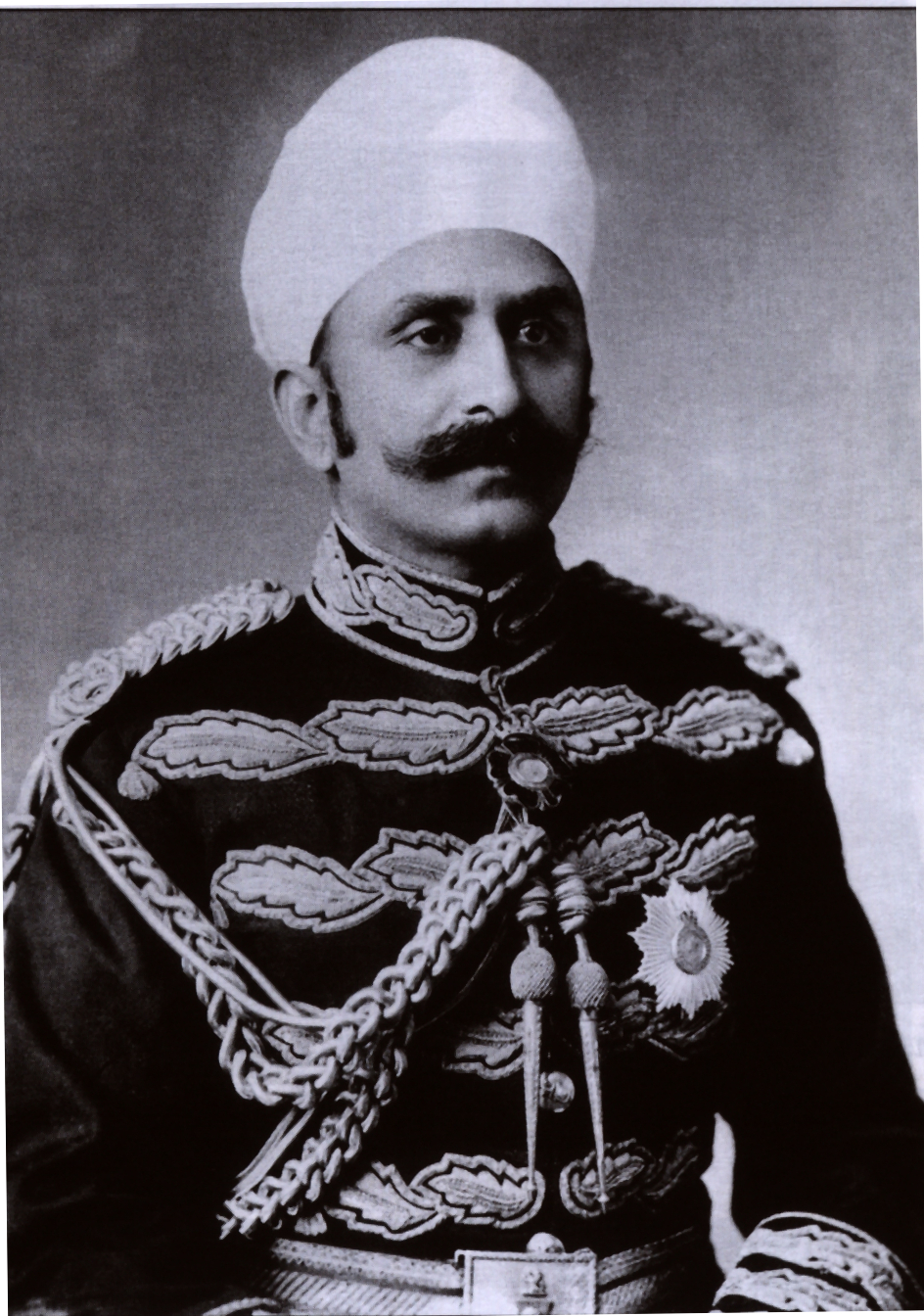
Kishen Pershad in Uniform als Oberkommandierender der Armee (1915)

Maharaja Sir Kishen Pershad, GCIE (* 28. Januar 1864; † 13. Mai 1940) war im frühen 20. Jahrhundert zweimal Diwan (Premierminister) des indischen Fürstenstaats Hyderabad.

## Lebensweg
Der Hindu Kishen Pershad war der Sohn des Raja Hari Kishen Bahadur. Seine Mutter war die einzige Tochter des ohne Söhne verstorbenen Narain Pershad Narainder Bahadur. Auf diesem Wege erbte er den drittgrößten Grundbesitz (jagir) des Landes. Zunächst erhielt er durch Privatlehrer die innerhalb der muslimischen Oberklasse übliche klassische Ausbildung in Persisch (Hofsprache bis 1884) und Arabisch. Dann besuchte er die Aliza-Medresse (das spätere Nizam’s College) eine der wenigen Schulen des Landes. Er zeigte ein besonderes Talent für Kalligraphie und mystische Poesie. Mit ihm lernten Muni ul-Mulk und Salar Jung II. Unterwiesen wurde er auch von Server Jung.
Nach Erreichen der Volljährigkeit übernahm er die Verwaltung des ererbten Grundbesitzes, innerhalb dessen er sowohl Straf- als auch die zivile Gerichtsbarkeit ausüben durfte. Das aus den Ländereien erzielte Einkommen lag bei 55000 HRs. Seine Residenz, der Baradari Palast, 200 m nördlich des Charminar, gilt als der großartigste der Adligen des Landes.

### 1. Amtszeit

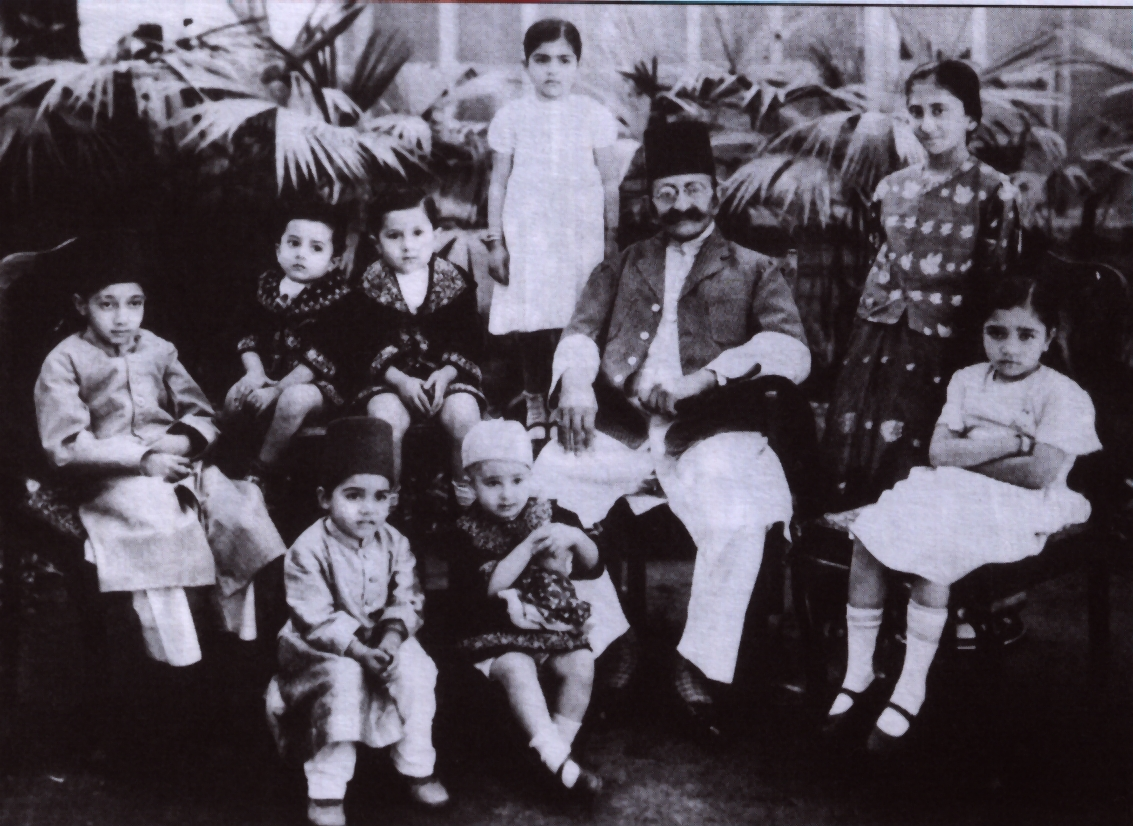
Kishhen Pershad mit etlichen seine Kinder (ca. 1935)

Seit 1892 hielt er, erblich, das zweithöchste Amt in der Verwaltung, das des peshkar. Im Rat war er zuständig für Militärisches (Vizir al-Fauj). Als der kranke Viqar ul-Umara († 1902) sich am 25. August 1901 nach Shimla begab, wurde er, zunächst kommissarisch, Diwan. In diesem Amt wurde er am 15. November 1902 bestätigt. In den Anfang dieser Amtszeit fällt eine der größten Hungersnöte Indiens, offiziell starben 1900 bis 1902 eineinhalb Millionen Untertanen. Ebenfalls zu dieser Zeit folgte die Einführung der mechanischen Münzprägung (1903/4). Dafür wurde auch das erste E-Werk des Landes errichtet, dessen Überkapazitäten zuerst zur Beleuchtung des Palastes, dann der Straßen verwendet wurde. Sein Finanzminister war Sir George Casson Walker. Beim Besuch des Vizekönigs Lord Curzon wurde der „Kompromiss“ hinsichtlich der permanenten Abtretung Berars ausgehandelt. Die zweieinhalb Millionen Rs. jährliche Entschädigung wurden bis in die 1930er mit den Schulden des Landes verrechnet. Weiterhin wurde das Hyderabad Contingent aufgelöst und im Rahmen der großen Neuorganisation direkt in die Indian Army eingegliedert. Seit 1903 betrug das Gehalt des Diwan 10000 HR monatlich. Bald nach der Investitur von Asaf Jah VII. wurde er auf eigenen Wunsch beurlaubt, behielt aber sein Amt als Peshkar. Er hinterließ die Staatsfinanzen in geordnetem Zustand. Als Freimaurer hatte er gute Verbindungen zu anderen Angehörigen der herrschenden Klasse.

### Zweite Amtszeit
Zum zweiten Male übernahm er das Amt des Diwan, nun President des Executive Councils genannt, ohne dass sich dadurch etwas in der autokratischen Machtfülle geändert hätte, 1927. Die Briten erkannten 1933 nach langen Verhandlungen die Souveränität Hyderabads über Berar an, ohne es zurückzugeben.
Nachdem Kishen bereits seit 1936 kränkelte, ging die Amtsführung an den bisherigen Finanzminister Akbar Hydari über, der aber erst 1937, nach dem großartig gefeierten silbernen Thronjubiläum Asaf Jah VII., ernannt wurde.

### Titel, Ehrungen
- Raja Bahadur: 23. Mai 1874
- Maharaja: 1893
- Yasmin us-Sultanat: 1903
- Knight Commander des Order of the Indian Empire (KCIE): 1. Januar 1903[2] (verliehen beim Durbar in Delhi)
- Knight Grand Commander des Order of the Indian Empire (GCIE): 24. Juni 1910[3]

### Familie

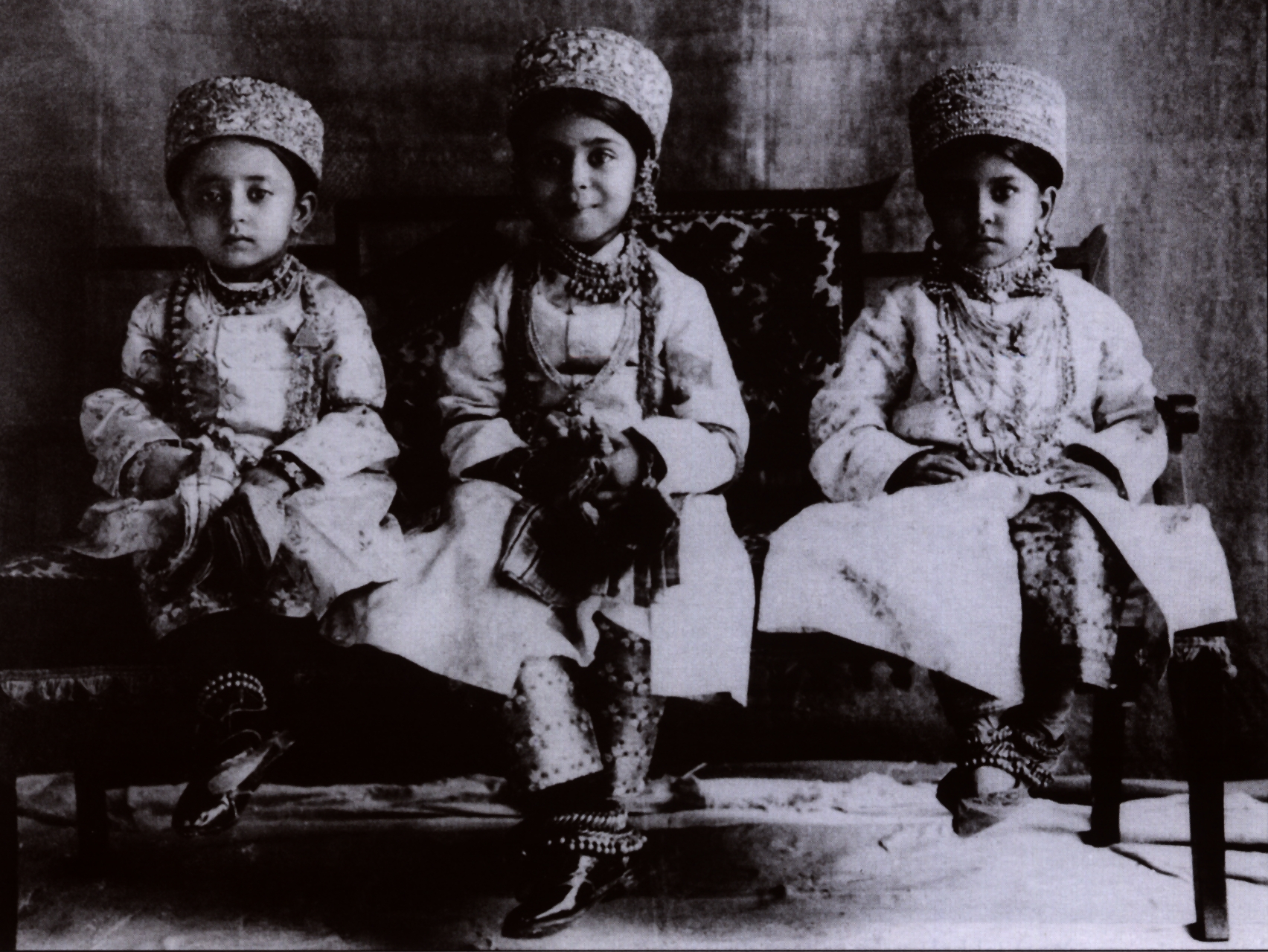
Drei der Töchter von Kirshen Pershad (ca. 1935)

Er heiratete insgesamt sieben Frauen, drei hinduistische und vier muslimische. Seinen ersten Sohn Khwaja Pershad (= Arjun Pershad) gebar ihm seine Zweitfrau. Insgesamt hatte um die 30 Kinder, von denen mehrere jung starben. Ungewöhnlicherweise folgte er dem Prinzip, dass die Kinder jeweils nach dem Glauben und Traditionen seiner Frauen erzogen wurden.

### Werke
Insgesamt verfasste er 57 Werke, die meisten in Urdu oder Persisch, einige auch in Marathi. Weiterhin gab er zwei Zeitschriften heraus: Dab Daba-i-Asafi und Mahbub ul-Khan für Poesie, in dem auch Asaf Jah VI. seine Gedichte veröffentlichte.